# Las Palmeras de Yaranche
Las Palmeras de Yaranche es un caserío peruano ubicado en el distrito de Tambogrande, perteneciente a la provincia y departamento de Piura, al norte del Perú. 

## Ubicación
Las Palmeras de Yaranche se ubica al noreste de la provincia de Piura, en el distrito de Tambogrande, en el departamento de Piura.

## Demografía
En 2017 Las Palmeras de Yaranche tenía una población de 76 habitantes.